# Geröllgerät

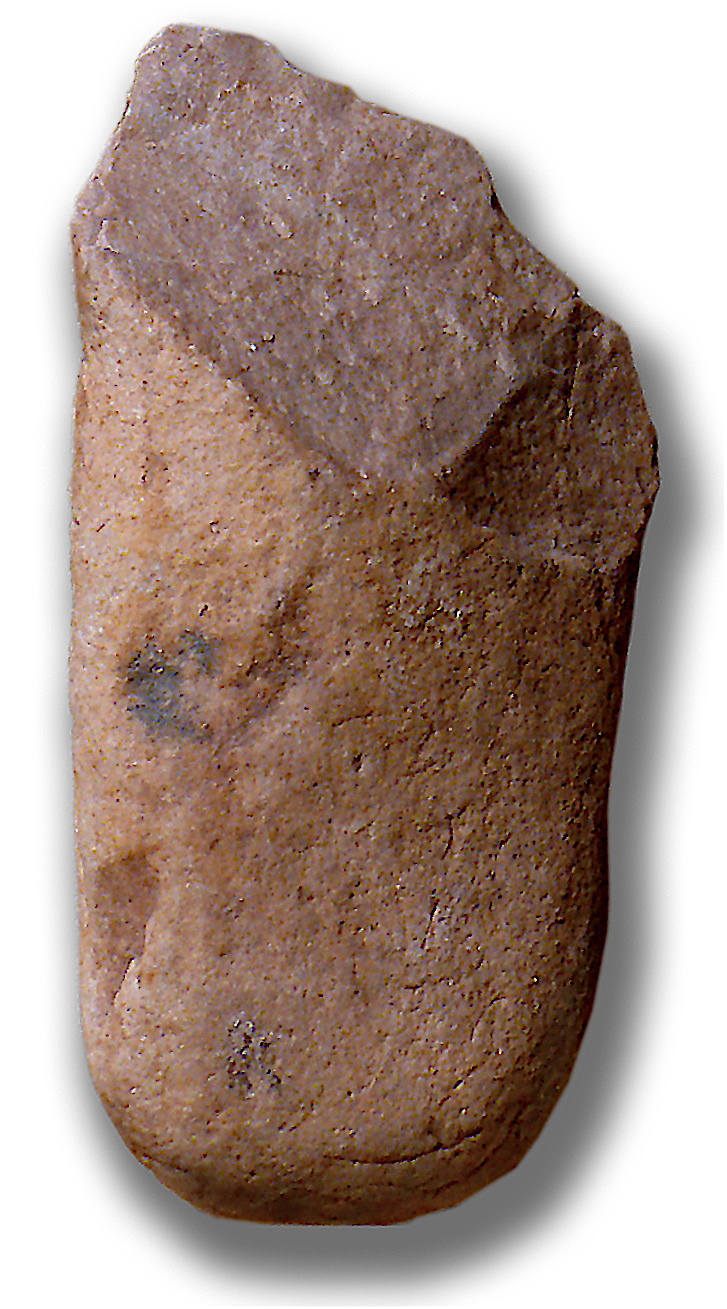
Pebble-Tool (Chopper), wenig bearbeiteter Oldowan-Fund aus Marokko

Geröllgeräte (engl.: pebble tools; franz. galet amenagé) waren die ersten, von frühen Arten der Hominini hergestellten und genutzten Steingeräte. In der Definition des französischen Archäologen Louis Capitan (1902) handelt es sich hierbei um ein massives Geröll, meist Flussgeröll, von dem durch Hartschlag mindestens ein Abschlag abgetrennt wurde, so dass eine scharfe Arbeitskante entstand. Die ältesten bekannten Geröllgeräte aus dem Early Stone Age (dem afrikanischen Altpaläolithikum) sind etwa 2,6 Millionen Jahre alt.

## Zeitliche und regionale Verbreitung
Geröllgeräte sind u. a. kennzeichnend für die afrikanische Oldowan-Kultur, deren Bezeichnung abgeleitet ist von Artefakten aus der Olduvai-Schlucht. Als Produzenten der Geröllgeräte gelten die frühesten Vertreter der Gattung Homo: Homo rudolfensis, Homo habilis und Homo ergaster / Homo erectus. In jüngerer Zeit werden auch Australopithecinen als Hersteller von Steinwerkzeugen in Betracht gezogen (vgl. Australopithecus garhi) und damit der Zeithorizont ältester Geröllgeräte vor das Auftreten der Gattung Homo angesetzt. Geröllgeräte, deren intentionelle Herstellung umstritten bleibt, stammen aus Gona im Afar-Dreieck (Nordost-Äthiopien) mit einem geologisch gesicherten Alter von circa 2,6 Millionen Jahren. Des Weiteren sind Geröllgeräte von den meisten Fundplätzen des Early Stone Age in Afrika bekannt, beispielsweise von Omo Shungura (Äthiopien), Koobi Fora (Kenia), Swartkrans und Sterkfontein (Südafrika) sowie Ain Hanech und der benachbarten Fundstelle El-Kherba (Algerien).
Für Europa sind Geröllgeräte nicht belegt; hier beginnt der älteste Siedlungshorizont mit dem Acheuléen.
Aus Bolivien und Paraguay sind vereinzelte Oberflächenfunde von weitgehend unbearbeiteten Flussgeröllen aus der Zeit vor der Konquista bekannt.

## Klassifikation der Geröllgeräte

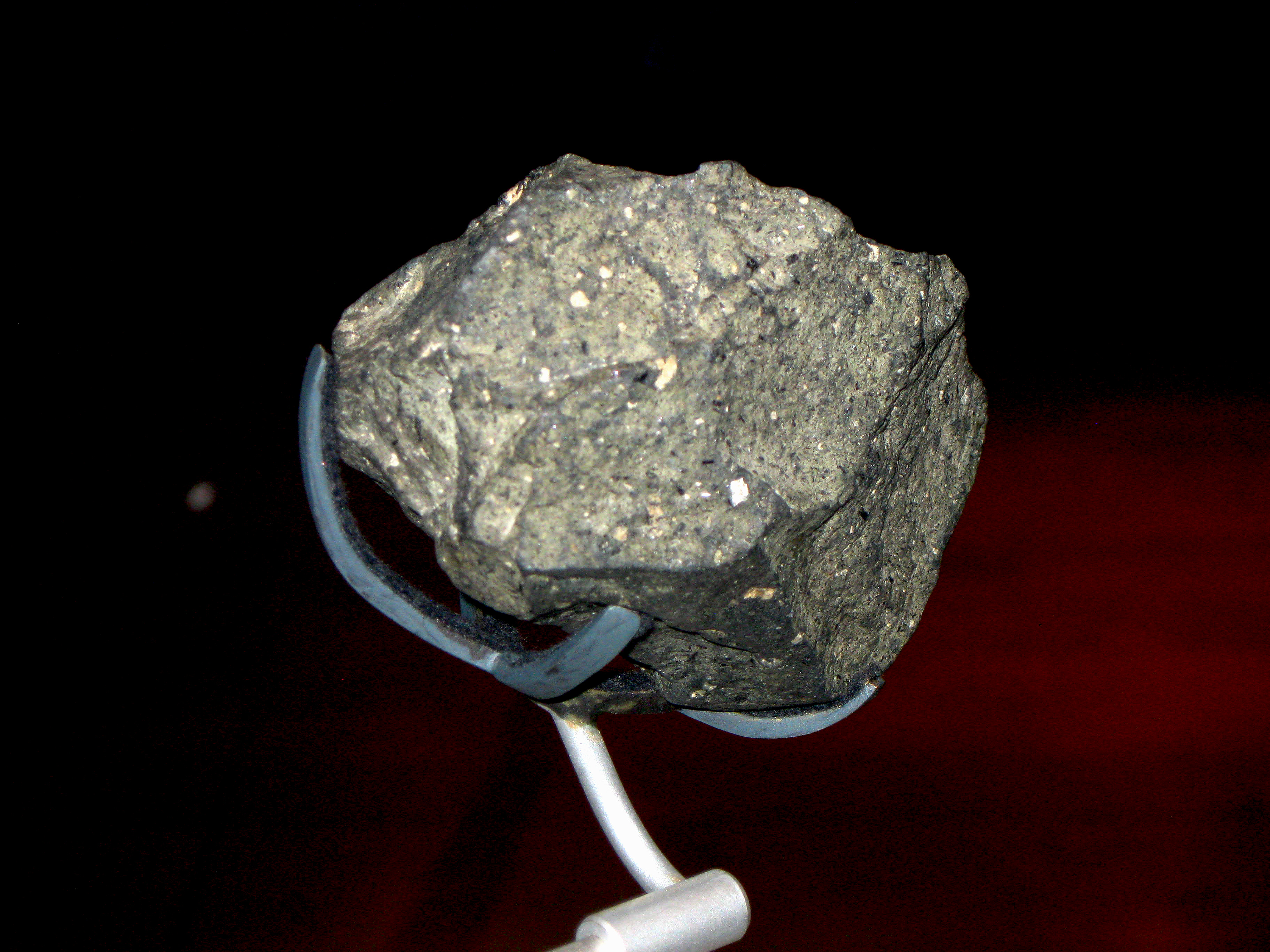
1,8 Millionen Jahre alter Kern aus der Olduvai-Schlucht mit zahlreichen Abschlägen

Der amerikanische Archäologe Hallam L. Movius, Jr. unterschied im Jahr 1949 die frühen Geröllgeräte nach den technologischen Aspekten der Schneiden bzw. der Art und Weise ihrer Herstellung: Einerseits die einseitig geschlagenen Chopper, andererseits die zweiseitig bearbeiteten Chopping Tools. Eine Klassifikation speziell von Choppern legte Mary Leakey Anfang der 1960er-Jahre anhand von Funden aus der Olduvai-Schlucht vor (siehe dazu Chopper (Archäologie)#Typenspektrum). Ein anderes, weniger weit verbreitetes Klassifikationsschema stammt von L. Ramendo aus dem Jahr 1963: Er differenziert zwischen gespaltenen, ein- und zweiseitig bearbeiteten sowie in mehrere Richtungen bearbeiteten Rohmaterialien.
„Heute wird meistens angenommen, dass die mit jedem Schlag vom Geröll abgetrennten, messerscharfen Abschläge das primäre Produkt der Bearbeitung waren“ und beispielsweise zum Zerteilen von Fleisch dienten, während die Kerne „hauptsächlich ein Nebenprodukt beim Gewinnen von Abschlägen waren, obwohl kein Zweifel besteht, dass viele Kerne auch für kräftige Schläge benutzt wurden.“